# Elsa Haertter
Elsa Haertter (Rottweil, 1908 – Milano, 1995) è stata una fotografa tedesca, considerata tra le maggiori fotografe di moda degli anni Cinquanta e Sessanta del Novecento.

## Biografia
Studia presso l’Accademia di Belle arti di Stoccarda dove frequenta le lezioni del grafico Willy Baumeister, seguace della Bauhaus. 
Nel 1940, dopo una lunga permanenza a Parigi, si trasferisce a Milano e, nel dopoguerra, inizia a collaborare con diverse riviste, tra le quali «Epoca», «Linea Italiana», «Burda Moden», «Die Elegante Welt» e «Grazia». Sarà proprio il settimanale «Grazia» a decretarne il successo e a consacrare il suo stile a livello internazionale. 
Lavora anche con numerose case di moda: Roberta di Camerino, Krizia, Biki, Veneziani, Schuberth, Marucelli, Ken Scott, Capucci, Missoni, Fercioni, Glantz, Luisa Spagnoli, Triumph, sorelle Fontana, Fabiani. 
All’interno di «Grazia», Elsa Haertter si dedica in un primo momento a curare lo styling dei servizi del settimanale e solo successivamente prende in mano la macchina fotografica e inizia a scattare le immagini a corredo degli articoli. Diventa così una presenza importante all'interno della redazione, dando vita a uno stile rivoluzionario in grado di interpretare la moda come elemento di comunicazione rivelatore di un’epoca. 
L’artista “incornicia” la moda italiana con architetture esotiche e insolite e rifiuta come sfondo la banalità dell’immagine da cartolina dell’Italia del “boom economico”. Con la sua peculiare visione della moda e del mondo, l’artista ha saputo leggere il gusto e interpretare lo stile dell’Italia di quel tempo: le sue immagini oggi appartengono a pieno titolo alla storia della moda e del costume dell'Italia. 
Le peculiari scelte professionali l’hanno portata a viaggiare per tutto il mondo: il viaggio è infatti un elemento che ritorna costantemente nei suoi servizi, e sembra essere protagonista dei suoi scatti e della sua vita tanto quanto la moda.

## Archivio
L’archivio di Elsa Haertter riflette appieno la personalità dell’artista, ed è molto ricco di appunti, ritagli, vignette, schizzi, oltre a 81 diari personali e di lavoro, un centinaio di lettere, copie originali di «Grazia» e «Linea Italiana»; oltre 20.000 negativi su pellicola in bianco e nero e 13.000 positivi su carta, prevalentemente in bianco e nero; quasi 5.000 diapositive a colori.
Il fondo è stato donato da Beppe Modenese, amico della fotografa, alla Biblioteca Tremelloni del tessile e della moda, ospitata dal Politecnico di Milano. 